# Xuân Thọ, Xuân Lộc
Xuân Thọ là một xã thuộc huyện Xuân Lộc, tỉnh Đồng Nai, Việt Nam.
Xã có diện tích 27,78 km², dân số năm 2016 là 35.845 người, mật độ dân số đạt 512 người/km²

## Vị trí
- Phía bắc giáp xã Xuân Bắc
- Phía tây giáp thành phố Long Khánh
- Phía nam giáp xã Suối Cát và xã Xuân Phú
- Phía đông giáp núi Chứa Chan và 2 xã Xuân Trường và Suối Cao

## Giáo dục
Gồm các trường:
- Trường mầm non Xuân Thọ
- Trường tiểu học Lê Lai
- Trường tiểu học Quang Trung
- Trường tiểu học Trần Quốc Toản
- Trường trung học cơ sở Nguyễn Trãi
- Trường trung học phổ thông Xuân Thọ

## Hành chính
Xã Xuân Thọ được chia thành 7 ấp: Thọ Chánh, Thọ Bình, Thọ Lộc, Thọ Phước, Thọ Hòa, Thọ Tân, Thọ Trung.

## Giao thông
Xã nằm trên tỉnh lộ 763 và đường liên huyện Xuân Lộc-Long Khánh và có 1 ga Bảo Chánh.

## Thông tin khác
Năm 2014,  Xã Xuân Thọ được công nhận là xã nông thôn mới.